# Premier League 2024-2025 (Hong Kong)
La Hong Kong Premier League 2024-2025, nota anche come BOC Life Premier League 2024-2025 per ragioni di sponsorizzazione, è stata l'11ª edizione della massima competizione nazionale per club di Hong Kong. La stagione è iniziata il 30 agosto 2024 ed è terminata il 25 maggio 2025. La squadra campione in carica era il Lee Man.
La competizione è stata vinta dal Tai Po, al suo secondo titolo nazionale.

## Stagione

### Novità
Il campionato è stato ristretto a 9 squadre, prevedendo la retrocessione, rispetto alla stagione precedente, di Sham Shui Po e Resources Capital. In aggiunta, l'Hong Kong U23, squadra di proprietà della federazione, non si è iscritta al campionato, venendo sostituita dal Kowloon City.

### Formula
Le 9 squadre partecipanti giocano un girone con partite di andata, ritorno e nuovamente andata, per un totale di 27 giornate. Al termine di esse, la squadra prima classificata è campione di Hong Kong e si qualifica per la AFC Champions League Two 2025-2026, mentre non sono previste retrocessioni.
Le squadre non hanno limiti nella registrazione di giocatori stranieri, ma possono inserirne solo 6 nella formazione titolare, e devono inoltre inserire 9 giocatori di Hong Kong tra titolari e riserve, con almeno 6 che vengono schierati dal primo minuto.

## Squadre Partecipanti
| Team              | Distretto     | Stagione precedente   |
| ----------------- | ------------- | --------------------- |
| Biu Chun Rangers  | Kowloon       | 6° in Premier League  |
| Eastern           | Kowloon       | 3° in Premier League  |
| HKFC              | Happy Valley  | 7° in Premier League  |
| Kitchee           | Wan Chai      | 4° in Premier League  |
| Kowloon City      | Kowloon       | 1° in First Division  |
| Lee Man           | Tseung Kwan O | Campione di Hong Kong |
| North District    | Sheng Shui    | 8° in Premier League  |
| Southern District | Aberdeen      | 5° in Premier League  |
| Tai Po            | Tai Po        | 2° in Premier League  |

## Classifica
|                      | Pos. | Squadra           | Pt | G  | V  | N | P  | GF | GS | DR  |
| -------------------- | ---- | ----------------- | -- | -- | -- | - | -- | -- | -- | --- |
| Hong Kong (bandiera) | 1.   | Tai Po            | 55 | 24 | 17 | 4 | 3  | 62 | 31 | +31 |
|                      | 2.   | Lee Man           | 53 | 24 | 17 | 2 | 5  | 54 | 33 | +21 |
|                      | 3.   | Eastern           | 51 | 24 | 15 | 6 | 3  | 54 | 25 | +29 |
|                      | 4.   | Kitchee           | 42 | 24 | 12 | 6 | 6  | 55 | 25 | +30 |
|                      | 5.   | Southern District | 28 | 24 | 7  | 7 | 10 | 34 | 35 | -1  |
|                      | 6.   | Kowloon City      | 24 | 24 | 7  | 3 | 14 | 36 | 65 | -29 |
|                      | 7.   | Biu Chun Rangers  | 23 | 24 | 6  | 5 | 13 | 38 | 53 | -15 |
|                      | 8.   | North District    | 18 | 24 | 5  | 3 | 16 | 37 | 65 | -28 |
|                      | 9.   | HKFC              | 11 | 24 | 3  | 2 | 19 | 21 | 59 | -38 |

Legenda:
      Campione di Hong Kong e ammessa alla AFC Champions League Two 2025-2026.